# Hispano-Suiza H6

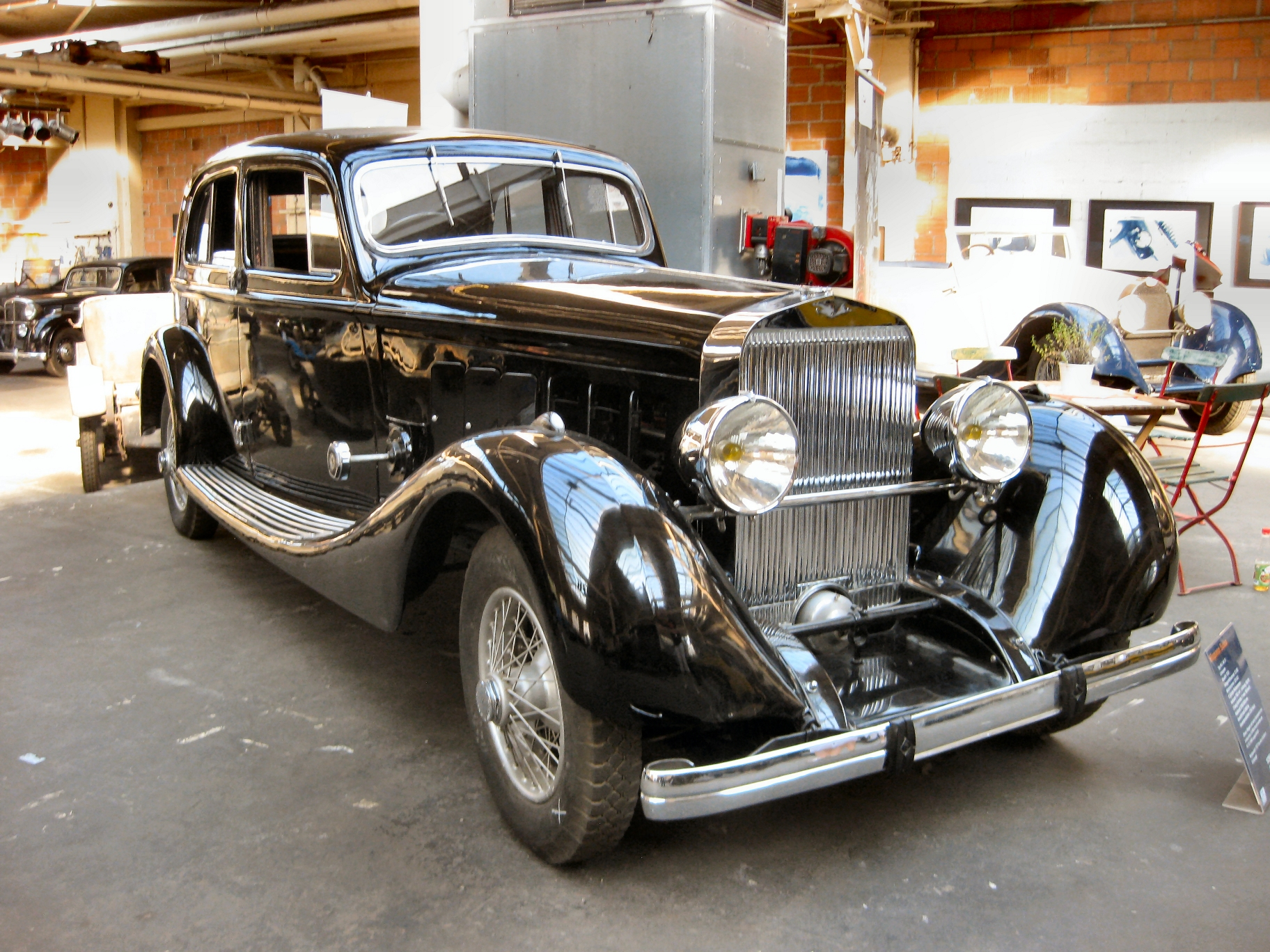
Hispano-Suiza H6. Limousine.1932

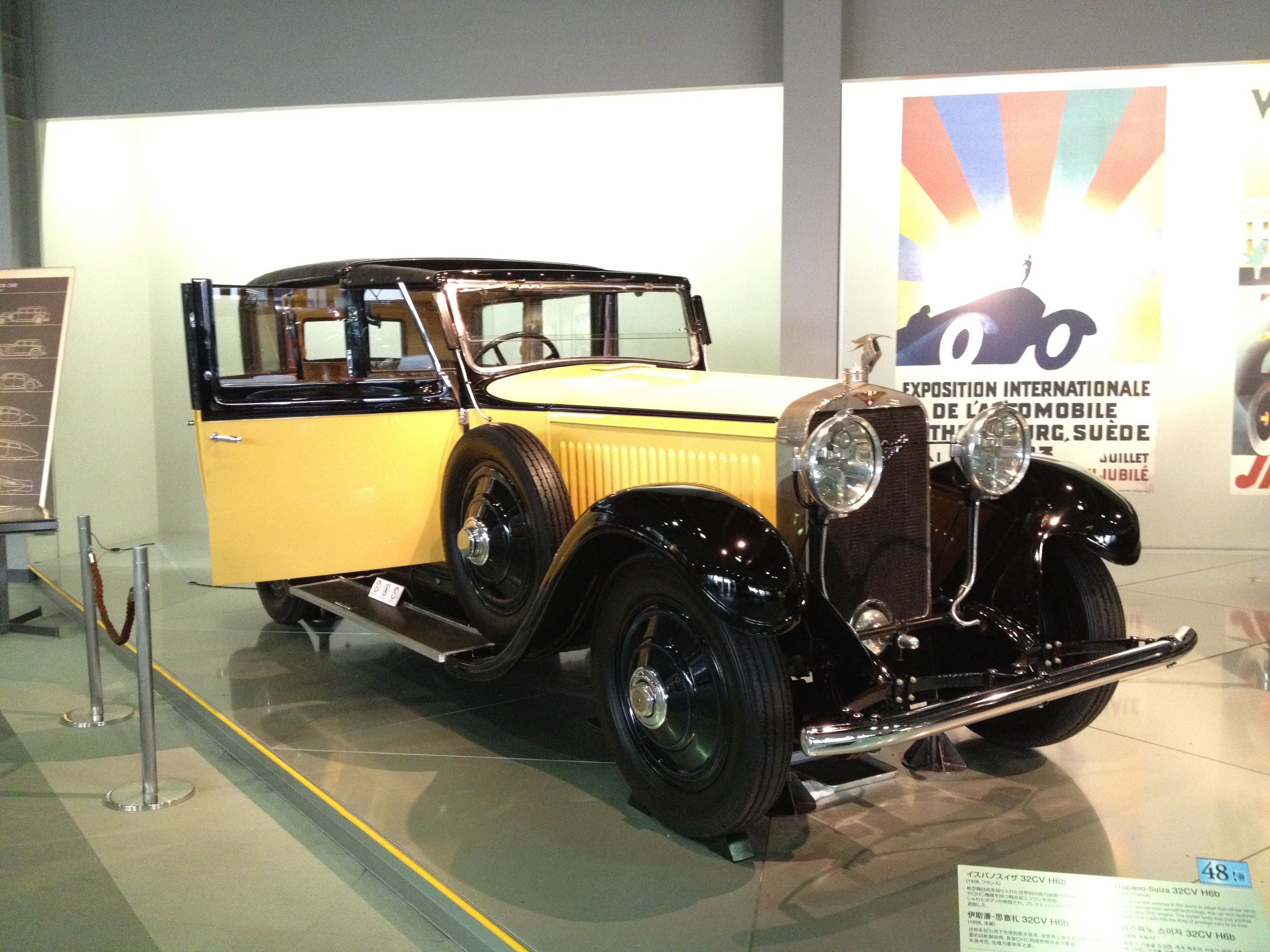
Hispano-Suiza H6b, Cabriolet. 1928

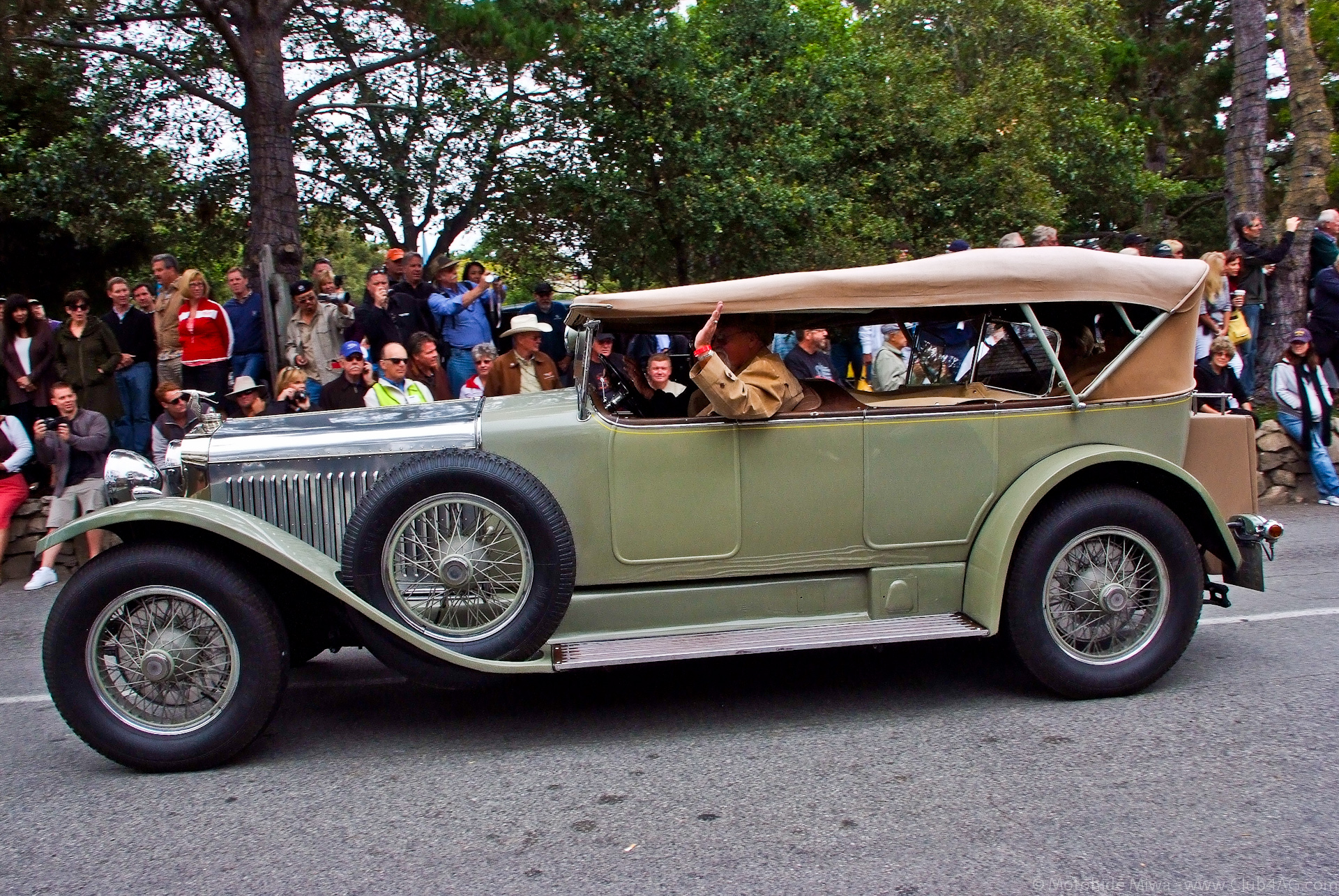
Hispano-Suiza H6b, Torpedo. 1929

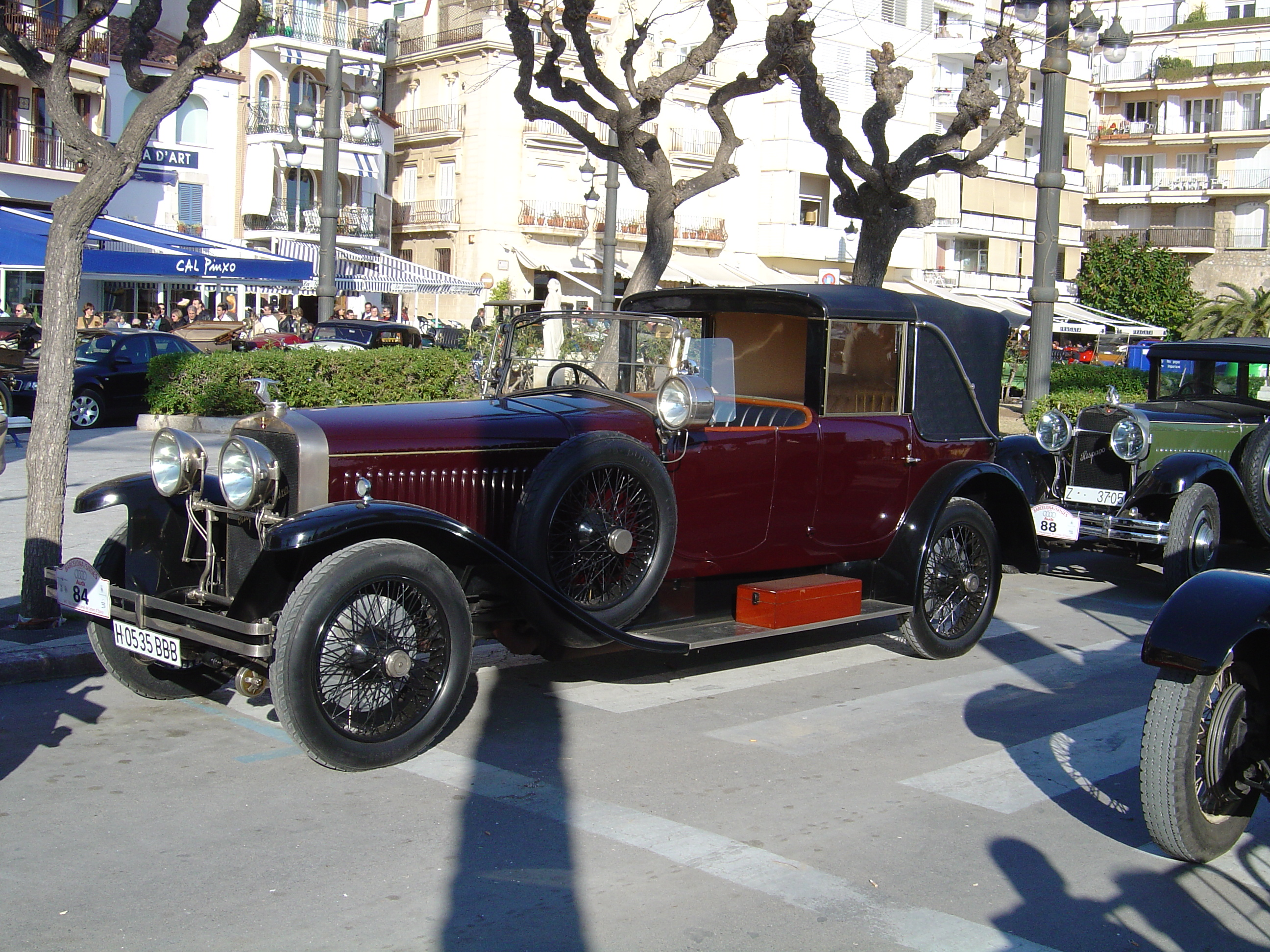
Hispano-Suiza H6b. Landau. 1928

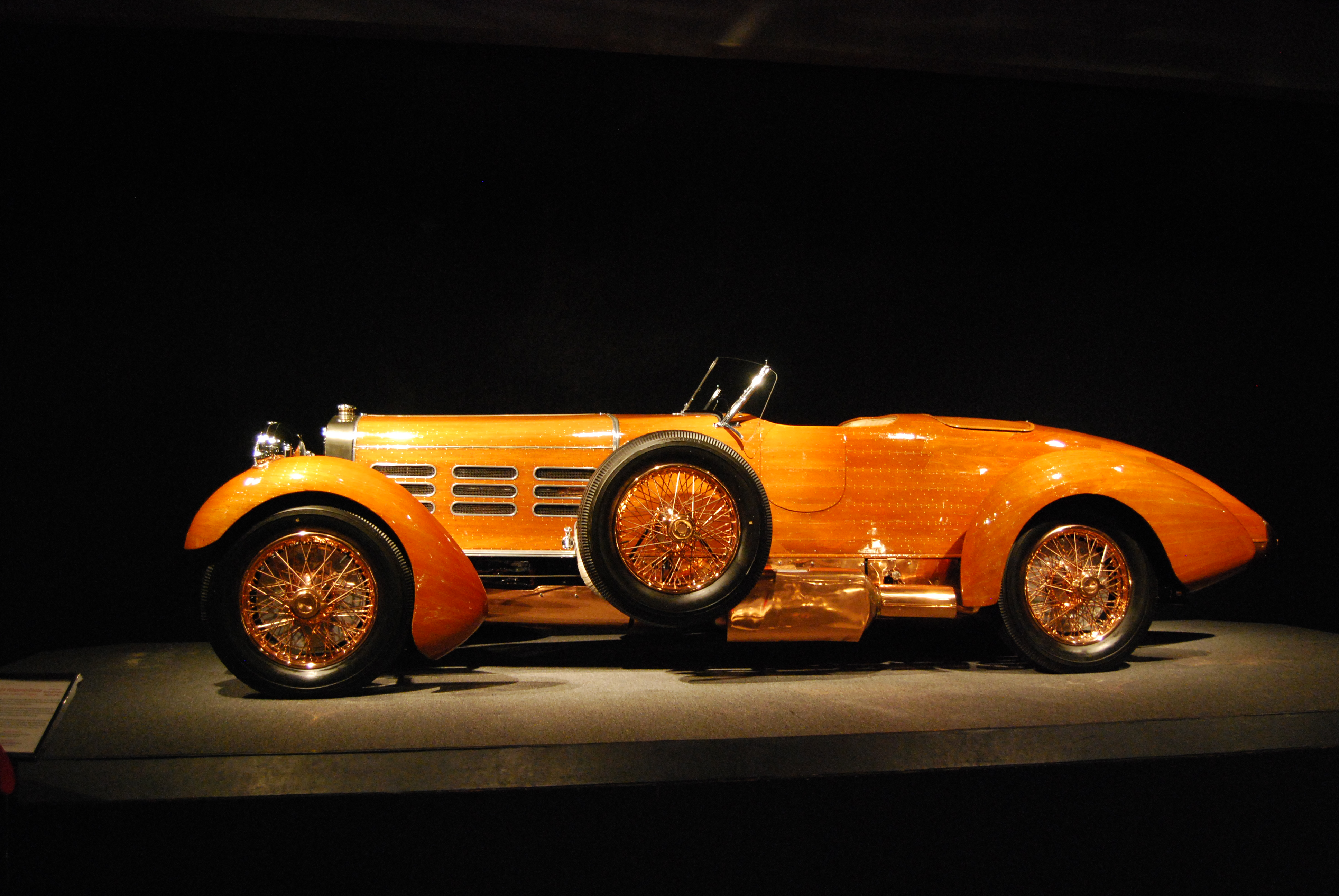
1924 Hispano Suiza Н6b Boulogne. Roadster.1924. Учасник гонок Targa Florio

Hispano-Suiza H6 належала до найрозкішніших автомобілів першої третини ХХ ст. Іспанська компанія "Hispano-Suiza" виготовила впродовж 1919-1933 років близько 2350 авто основних модифікацій H6, H6b і H6C. На її основі випускали дешевші моделі Т49 і Т48.

## Історія
Ще 1914 після запуску у виробництво Hispano-Suiza Т26 Марк Біркігт розпочав розробляти модель Hispano-Suiza H6,  як більш розкішну модель. Роботи призупинила війна, але на першому автосалоні у Парижі після її завершення було представлено нову модель. Тоді вперше на радіаторі використали емблему - лелеку на честь аса Гінемера, оскільки конструктор компанії Марк Біркігт в час війни служив у 3 ескадрильї, званій  "Група Лелеки" (фр. Groupe de Cignones) від емблеми ескадрильї лелеки. Схожим чином на боковинах капоту Bucciali TAV 12 красувався лелека, бо її конструктор Поль-Альберт Буціаллі служив у тій же ескадрильї. Компанія продавала шасі, до якого доробляли кузов відомі фірми, як Kellner, Erdmann & Rossi. Н6 виготовлялась з кузовами лімузин, торпедо, ландо, родстер, кабріолет.
Модифікація H6b появилась 1922 р. На цей час H6, H6b були основними конкурентами Rolls-Royce, Isotta Fraschini. Модель мала видатні динамічні характеристики завдяки авіаційному двигуну об'ємом 6597 см³. З 1925 у серію пішов H6C з новим потужнішим мотором. Її вихід присвятили перемозі Hispano-Suiza у гонці Coppa Boillot. Наприкінці 1920-х років відчувалась конкуренція машин Duesenberg, Bugatti. Розпочалась праця над моделлю Hispano-Suiza J12, випуск якої розпочався 1932 року.

## Технічні характеристики
На Н6 ставили 6-циліндровий мотор об'ємом 6597 см³ потужністю 120 к.с. при 2600 об/хв. Він був розроблений на основі досвіду виробництва компанією Hispano-Suiza авіаційних моторів в час війни. Мотор доповнювала механічна 3-ступінчаста коробка передач. Підвіска передніх коліс складалась з поперечної жорсткої осі з ресорами, фрикційними амортизаторами. Підвіска задніх коліс складалась з моста, ресор, торсіонних трубок, замінених згодом амортизаторами.
Модель H6b при потужності 135 к.с. розвивала швидкість 135 км/год.
Модель H6C отримала мотор об'ємом 7983 см³ потужністю 160 к.с. при 2000 об/хв. і швидкістю 150 км/год. Згодом потужність зросла до 200 к.с. Спортивна модифікація H6C була найбільш дорогою і виробленою обмеженою серією.
Довжина Авто становила 4870-5200 мм при ширині 1870 мм, базі 3690 мм, масі 1700-2000 кг.

## Hispano-Suiza H6 C Xenia

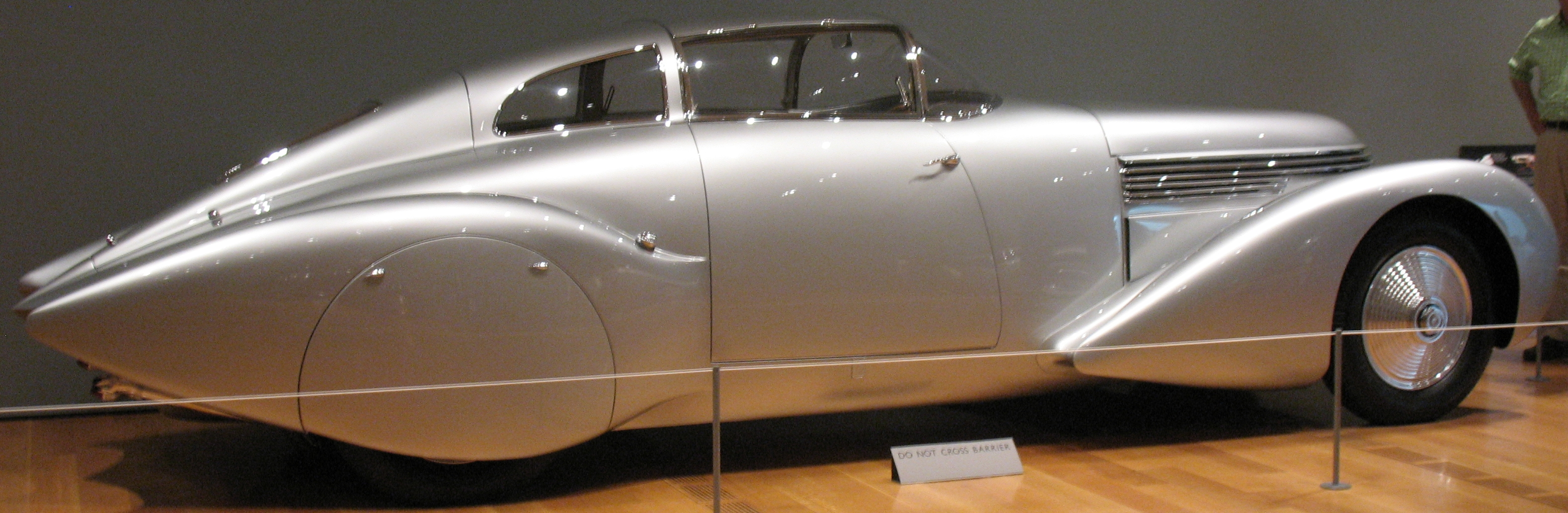
Hispano-Suiza H6 C Xenia. 1937

Шасі Н6С купив 1932 винахідник, гонщик Андре Дубоннет (1897-1980) на паризькому автосалоні. На ньому він встановив кузов, розроблений дизайнером україно-єврейського походження Жаком Савчук (1938). На згадку про покійну дружину цю модель назвали "Ксенія".
Автомобіль купив 2003 американський колекціонер Пітер Маллін. Він виграв конкурси Pebble Beach Concours d'Elegance (2000), Festival de vitesse de Goodwood (2009).